# Харрис, Митч
Митч Харрис (родился 31 октября 1969) — американский гитарист, родился в Нью-Йорке, затем переехал в Лас-Вегас. Ныне живёт в Бирмингеме, Англия. Один из четырёх действующих участников группы Napalm Death.
Карьеру музыкант начал с хардкор-панк-группы Righteous Pigs. В то же время он создал сольный-проект с тогдашним барабанщиком группы Napalm Death Миком Харрисом.
Сольный проект был назван Defecation. После ухода Мика Харриса из группы Napalm Death деятельность Defecation была также приостановлена, а затем возобновлена (с 2000 года) как one-man-band.
Спустя непродолжительное время, он покинул группу Righteous Pigs и вошёл в состав Napalm Death в 1989 году, впервые дебютировав на альбоме Harmony Corruption и находится в составе группы до настоящего времени, играя на гитаре и исполняя партии бэк-вокала.. Также он участвовал в проектах Meathook Seed, Little Giant Drug и Goatlord.
Харрис также является второстепенным вокалистом Napalm Death. Его вокал представляет экстремальный скриминг, подобный таким японским группам как S.O.B. и Gaia. Его стиль вокала практически полностью противоположен вокалу Марка «Барни» Гринуэя, который представляет низкий гроулинг.
В марте 2014 года Митч Харрис представил свой соло-проект Menace, в стиле experimental metal. В дебютном альбоме помимо Харриса на вокале, гитаре и synth также приняли участие барабанщик Derek Roddy (Hate Eternal, Nile и др.), коллега по Napalm Death басист Shane Embury и другие. По словам Митча Харриса «Группа называется Menace, но для меня это большее чем группа или соло проект. Это результат работы всей моей жизни»